# アナコンダ (映画)
『アナコンダ』（Anaconda）は、1997年に公開されたアメリカ合衆国とブラジルの共同製作によるモンスターパニック・ホラー映画。アマゾン川の調査隊とアナコンダの戦いを描く。
2004年には続編の『アナコンダ2』が公開された。

## あらすじ
伝説のインディオ、シリシャマ族を求めて南米アマゾンに来た映画作家のテリーら撮影隊は、シリシャマ族を探している途中で遭難していた密猟者・サローンを助ける。最初は温厚な態度をとっていたサローンだったが、巨大蛇アナコンダが現れるや否や本性を曝け出し、アナコンダ捕獲の目的遂行の為にテリー達を支配してしまう。テリー達はサローンとオオアナコンダの脅威から逃げ延びることは出来るのか…。

## 登場人物
テリー・フロレス
本作のヒロインで映画監督。インテリ系で当初は大半の雑務を男性スタッフ任せにしていたが、後に非常時には自ら体を張るようになる。
ダニー・リッチ
カメラマンでテリーとは昔ながらの公私に渡る友人。
ポール・サローン
アナコンダを狙う密猟者で当初は紳士的な好人物を装っていたが本性を現してからはその残忍性と高い身体能力と、さらには奪取した銃で一行を支配していく。
スティーヴン・ケイル
人類学者でテリーの恋人。一行のリーダー格だが、それを良しとしないサローンのスズメバチを用いた罠で毒で麻痺し喉を負傷し病床生活を余儀なくされてしまう。
ゲアリー・ディクソン
録音技師。中盤ではサローンに寝返る。
デニス・カルバーグ
プロダクションマネージャーの美女。ゲアリーの恋人。
ウォーレン・ウエストリッジ
リポーターで当初は嫌味なインテリ系でダニーと事あるごとに衝突していたが中盤では和解し好人物となる。
マテオ
現地人ガイドだが実はサローンの密猟者仲間。

## 登場生物
オオアナコンダ
本作の主役。雌の成体2頭が登場。テリーらに襲いかかり、最初の小柄な黄色い個体はジャガー、マテオ、ゲアリーを捕食し、ウェストリッジを殺害するもテリーに頭部を撃たれ射殺される。最後に製造所に現れた赤い大型固体はダニーに斧で倒される。この他大人しい雌の成体や幼体が複数登場した。
ジャガー
雄の個体が登場。ジャングルで寛いでいた所、黄色い個体のアナコンダの不意討ちで絞め殺され捕食される。その際に右の目玉が飛び出していた。
ペッカリー
ジャングルにて青姦しようとしていたデニスとゲアリーを襲うが、駆け付けたサローンに射殺される。
猿
アマゾン川に生息する猿で複数の種類が登場。その内の一匹がサローンにライフルで射殺され船にアナコンダをおびき寄せる餌にされる。

## キャスト
| 役名                       | 俳優                                    | 日本語吹き替え                    | 日本語吹き替え                         |
| 役名                       | 俳優                                    | ソフト版                          | テレビ朝日版                           |
| -------------------------- | --------------------------------------- | --------------------------------- | -------------------------------------- |
| テリー・フロレス           | ジェニファー・ロペス                    | 横尾まり                          | 佐々木優子                             |
| ダニー・リッチ             | アイス・キューブ                        | 小杉十郎太                        | 辻親八                                 |
| ポール・サローン           | ジョン・ヴォイト                        | 渡部猛                            | 小川真司                               |
| スティーヴン・ケイル       | エリック・ストルツ                      | 田中正彦                          | 堀内賢雄                               |
| ウォーレン・ウエストリッジ | ジョナサン・ハイド                      | 金尾哲夫                          | 牛山茂                                 |
| ゲアリー・ディクソン       | オーウェン・ウィルソン                  | 大黒和広                          | 松本保典                               |
| デニス・カルバーグ         | カリ・ウーラー                          | 岡本麻弥                          | 田中敦子                               |
| マテオ                     | ヴィンセント・カステラノス              | 中田和宏                          | 成田剣                                 |
| 密猟者                     | ダニー・トレホ                          | 堀之紀                            | 斎藤志郎                               |
| アナコンダの声（効果音）   | フランク・ウェルカー ゲイリー・ヘッカー |                                   |                                        |
| 日本語版制作スタッフ       |                                         |                                   |                                        |
| 演出                       | 演出                                    | 岡本知                            | 松川陸                                 |
| 翻訳                       | 翻訳                                    | 岡田壮平（字幕） 松原桂子（吹替） | 徐賀世子                               |
| 調整                       | 調整                                    | 飯塚秀保                          | 蝦名恭範                               |
| 効果                       | 効果                                    |                                   | 南部満治                               |
| プロデューサー             | プロデューサー                          |                                   | 高橋由佳                               |
| 制作                       | 制作                                    | グロービジョン                    | ニュージャパンフィルム ViViA／清宮正希 |

- テレビ朝日版：初回放送1999年7月11日『日曜洋画劇場』※ノーカット

## 地上波放送履歴
| 回数   | テレビ局   | 番組名             | 放送日        | 吹替版       |
| ------ | ---------- | ------------------ | ------------- | ------------ |
| 初回   | テレビ朝日 | 日曜洋画劇場       | 1999年7月11日 | テレビ朝日版 |
| 2回目  | テレビ朝日 | 日曜洋画劇場       | 2001年1月28日 | テレビ朝日版 |
| 3回目  | テレビ東京 | 木曜洋画劇場       | 2003年6月26日 | テレビ朝日版 |
| 4回目  | 日本テレビ | 金曜ロードショー   | 2005年5月20日 | テレビ朝日版 |
| 5回目  | テレビ朝日 | 日曜洋画劇場       | 2006年9月24日 | テレビ朝日版 |
| 6回目  | テレビ東京 | 午後のロードショー | 2007年9月6日  | テレビ朝日版 |
| 7回目  | テレビ東京 | 午後のロードショー | 2009年12月1日 | テレビ朝日版 |
| 8回目  | テレビ東京 | 午後のロードショー | 2011年6月23日 | テレビ朝日版 |
| 9回目  | テレビ東京 | 午後のロードショー | 2013年6月20日 | テレビ朝日版 |
| 10回目 | テレビ東京 | 午後のロードショー | 2015年5月7日  | テレビ朝日版 |
| 11回目 | テレビ東京 | 午後のロードショー | 2017年3月7日  | テレビ朝日版 |
| 12回目 | テレビ東京 | 午後のロードショー | 2019年6月26日 | テレビ朝日版 |

## 評価

### 批評
Rotten Tomatoesには49件のレビューが寄せられ支持率39%、Metacriticでは20件のレビューが寄せられ評価37/100、CinemaScoreでは「B-」評価となっている。
レオナルド・マルティンは2/4の星を与え、映画の「陳腐」な特殊効果と「説明のない」脚本を酷評したが、ブラジルでのロケとジョン・ヴォイトの演技を絶賛した。ロジャー・イーバートは3.5/4の星を与え、「滑らかで怖く、そして面白いクリーチャーの特徴は、ハイ・アドベンチャー・スタイルの素晴らしい演技によって美しく撮影されている」と批評している。
批評家からの評価は低いものとなったが、映画はキャンプによってカルト映画の一つとなっており、ゴールデンラズベリー賞の創設者ジョン・J・B・ウィルソンは自著『The Official Razzie Movie Guide』の中で、『アナコンダ』を「楽しい最低映画100選」の一つに挙げている。

### ノミネート
| 映画賞                       | 部門                   | 対象                         | 結果       |
| ---------------------------- | ---------------------- | ---------------------------- | ---------- |
| 第18回ゴールデンラズベリー賞 | 最低作品賞             | ヴァーナ・ハラー             | ノミネート |
| 第18回ゴールデンラズベリー賞 | 最低作品賞             | キャロル・リトル             | ノミネート |
| 第18回ゴールデンラズベリー賞 | 最低作品賞             | レナード・ラビノウィッツ     | ノミネート |
| 第18回ゴールデンラズベリー賞 | 最低監督賞             | ルイス・ロッサ               | ノミネート |
| 第18回ゴールデンラズベリー賞 | 最低脚本賞             | ハンス・バウアー             | ノミネート |
| 第18回ゴールデンラズベリー賞 | 最低脚本賞             | ジム・キャッシュ             | ノミネート |
| 第18回ゴールデンラズベリー賞 | 最低脚本賞             | ジャック・エップス・ジュニア | ノミネート |
| 第18回ゴールデンラズベリー賞 | 最低主演男優賞         | ジョン・ヴォイト             | ノミネート |
| 第18回ゴールデンラズベリー賞 | 最低スクリーンコンボ賞 | ジョン・ヴォイト             | ノミネート |
| 第18回ゴールデンラズベリー賞 | 最低スクリーンコンボ賞 | アニマトロニック・アナコンダ | ノミネート |
| 第18回ゴールデンラズベリー賞 | 最低新人賞             | アニマトロニック・アナコンダ | ノミネート |
| サターン賞                   | 主演女優賞             | ジェニファー・ロペス         | ノミネート |
| サターン賞                   | ホラー映画賞           | アナコンダ                   | ノミネート |